# Sorbischer Rundfunk

Logo der MDR-Ausgabe seit 1. Mai 2017

Logo der RBB-Ausgabe

Logo der MDR-Ausgabe bis 30. April 2017

Als Sorbischer Rundfunk (niedersorbisch: Serbski rozgłos, obersorbisch: Serbski rozhłósⓘ) werden die Sendungen des Mitteldeutschen Rundfunks (MDR) und des Rundfunks Berlin-Brandenburg (RBB) in den beiden sorbischen Standardsprachen bezeichnet.

## Geschichte

### Anfänge bis 1955
Bereits Ende der 1920er, Anfang der 1930er Jahre gab es sporadische Versuche einzelner Sorben (unter anderem von Bjarnat Krawc) sorbischsprachige Sendungen an deutschen Rundfunkanstalten auszustrahlen. Im Musikarchiv des Studios in Bautzen befindet sich eine unvollständig datierte und lokalisierte Gesangsaufnahme, die vermutlich von der Mitteldeutschen Rundfunk AG Leipzig im Jahr 1928 hergestellt wurde.
In den Jahren 1946/47 strahlte der tschechoslowakische Rundfunk in Prag mehrfach sorbische Sendungen aus, die durch den Sorbischen Nationalrat initiiert waren.
Die erste sorbischsprachige Radiosendung auf deutschem Boden gab es am 14. Oktober 1948. Auf Drängen des damaligen Domowina-Vorsitzenden Paul Nedo wurden von da an 15-minütige Sendungen vierzehntäglich über den Sender Dresden (zum Teil Leipzig) und ab 1953 auch aus Potsdam auf Niedersorbisch ausgestrahlt. Durch den ständigen Wechsel von Sendezeiten und Frequenzen trafen die Sendungen allerdings nur auf eine geringe Resonanz.
Erneut auf Forderung der Domowina wurde am 22. März 1953 beim Staatlichen Rundfunkkomitee der DDR ein sorbisches Studio gegründet. Sitz des Studios war Görlitz. Obwohl außerhalb des verbliebenen sorbischen Sprachgebiets gelegen, war es sendetechnisch gut ausgerüstet. Der Leiter des Studios – Klaus Hemmo aus Krauschwitz – war damals der einzige Journalist sorbischer Herkunft beim DDR-Rundfunk. Seine Mitarbeiter hatten keine journalistische Qualifikation, ein Musik- oder Wortbandarchiv war nicht vorhanden und musste nebenher aufgebaut werden. Die Sendezeit betrug in den ersten Jahren wöchentlich 70 Minuten; ausgestrahlt wurde das Programm über den Mittelwellensender Reichenbach bei Löbau.
Die Sendungen des Görlitzer Studios liefen anfangs fast ausschließlich in obersorbischer Sprache. Ab 1955 kamen unregelmäßig Beiträge auf Niedersorbisch hinzu, ab 1. April 1956 wurde die Sendezeit auf 90 Minuten wöchentlich erweitert, davon 20 Minuten auf Niedersorbisch.

### Radio DDR mit Sorbischer Redaktion
Zum 31. Dezember 1956 wurde das Sorbische Studio beim Staatlichen Rundfunkkomitee aufgelöst und als Sorbische Redaktion von Radio DDR, Sender Cottbus, weitergeführt. Programme vom Sorbischen Studio Bautzen in Obersorbisch sowie von der Cottbuser Redaktion auf Niedersorbisch wurden über den Sender Groß Zeißig bei Hoyerswerda ausgestrahlt. Religiöse Sendungen gab es erst ab Herbst 1988. Sie wurden vom damaligen aus Cottbus nach Bautzen versetzten nachherigen Bautzener Studioleiter Helmut Richter (sorbisch: Helmut Rychtaŕ) initiiert. Seit 1987 sorgte er für den Ausbau des Bautzener Studios, so dass ab Herbst 1989 ein täglich mehrstündiges sorbisches Programm gesendet werden konnte.

### Ab 1990
Nach der Wende wurde auch die DDR-Rundfunklandschaft umgestaltet. Der neu gebildete Regionalsender Sachsen Radio übernahm im August 1990 das sorbische Programm.
Zum 1. Januar 1992 wurden neue öffentlich-rechtliche Rundfunkanstalten gegründet. Die obersorbische Redaktion gehörte nun zum Mitteldeutschen Rundfunk (MDR), die niedersorbische gehört zum Ostdeutschen Rundfunk Brandenburg (ORB).
Am 19. April 1992 wurde im ORB-Fernsehen erstmals das niedersorbische Magazin Łužyca ausgestrahlt. 2001 folgte im MDR-Fernsehen das obersorbische Magazin Wuhladko. Seit 1996 wird das Sandmännchen sonntags im Zweikanalton auf Deutsch und Obersorbisch gesendet.
Seit dem 6. Januar 2020 sendet der Sorbische Rundfunk des MDR wöchentlich insgesamt 27,5 statt bisher 21,5 Stunden.

## Hörfunk
Die Sendungen des RBB werden als Bramborske serbske radijo (deutsch Brandenburgisch-sorbisches Radio) bezeichnet und in niedersorbischer/wendischer Sprache aus dem RBB-Studio in der Berliner Straße 155 in Cottbus gesendet (im Internet unter www.rbb-online.de/radio/sorbisches_programm/sorbisches_programm.html ist die jeweils aktuelle Sendung bis zur Sendung am nächsten Tag zu hören). Die Sendungen des MDR heißen Serbski rozhłós (deutsch Sorbischer Rundfunk) und werden in obersorbischer Sprache aus dem MDR-Studio am Postplatz in Bautzen gesendet (im Internet nur als livestream unter www.mdr.de/serbski-program/rundfunk).

### Sendezeiten
Das sorbische Programm sendet nicht ganztägig, sondern nur einige Stunden am Tag. In der restlichen Zeit wird auf den Frequenzen jeweils ein Mantelprogramm der jeweiligen Rundfunkanstalt ausgestrahlt. Gesendet wird zu folgenden Zeiten:
- Montag bis Freitag von 5 bis 9 Uhr – Frühmagazin des MDR
- Montag bis Freitag von 12 bis 13 Uhr – Programm des RBB
  - Montags: Łužyca cora a źinsa (deutsch Die Lausitz gestern und heute)
  - Dienstags: Muzika – rad słyšana (deutsch Musik – gern gehört)
  - Mittwochs: Magacin k połudnju (deutsch Das aktuelle Mittagsmagazin)
  - Donnerstags: Łužyske impresije (deutsch Lausitzer Impressionen)
  - Freitags: Muzika a porucenja (deutsch Musik und Service)
- Montag bis Freitag von 19 bis 20 Uhr – Programm des RBB
  - Wiederholung der Sendung von 12 Uhr
  - erster Donnerstag im Monat: ca. 12.10 Uhr, halbstündiges Jugendmagazin Bubak
- Montag von 20 bis 22 Uhr – Jugendmagazin Radio Satkula des MDR
- Sonnabend von 6 bis 10 Uhr – Frühmagazin des MDR
- Sonntag und an Feiertagen von 11 bis 12:30 Uhr – Familienprogramm des MDR
- Sonntag und an Feiertagen von 12:30 bis 14 Uhr – Familienprogramm des RBB

### Empfang
| Frequenz      | Senderstandort | ERP                                                                                             | Programm außerhalb der Sendezeit                   |
| ------------- | --- | ----------------------------------------------------------------------------------------------- | -------------------------------------------------- |
| 093,4 MHz     | Cottbus/Calau | 30,2 kW                                                                                         | rbb24 Inforadio                                    |
| 100,4 MHz     | Hoyerswerda | 30,0 kW                                                                                         | MDR Sachsen (mit dem Regionalprogramm aus Bautzen) |
| DAB+ Kanal 9A | Hoyerswerda Leipzig/Messegrund Oschatz/Collmberg Görlitz/Fichtenhöhe Löbau/Schafberg Dresden-Wachwitz Neustadt (Sachsen)/Unger Freiberg Ost Zittau Chemnitz-Reichenhain Chemnitz/Geyer Schöneck/Vogtl. | 08,5 kW 10,0 kW 09,3 kW 02,0 kW 07,0 kW 10,0 kW 10,0 kW 01,0 kW 02,0 kW 10,0 kW 10,0 kW 10,0 kW | MDR Sachsen (Senderpaket)                          |

## Fernsehsendungen
MDR und RBB senden jeweils eigene Fernsehsendungen in sorbischer Sprache. Da die Programme beider Anstalten auch über die Astra-Satelliten ausgestrahlt werden, sind die Sendungen nahezu europaweit empfangbar.
Am ersten Sonnabend im Monat sendet der MDR von 11:45 bis 12:15 Uhr die Sendung Wuhladko im MDR Fernsehen (nur im sächsischen Programm; in Thüringen und Sachsen-Anhalt wird zu dieser Zeit ein anderes Programm gesendet). Wiederholung am darauf folgenden Dienstag um 5:50 Uhr und im RBB am zweiten Sonnabend im Monat von 13:30 bis 14:00 Uhr. Der RBB sendet sein sorbisches Fernsehmagazin Łužyca jeden dritten Samstag im Monat von 14:00 bis 14:30 Uhr im rbb Fernsehen, eine Wiederholung erfolgt am darauffolgenden Dienstag im Nachtprogramm sowie im MDR (sächsisches Programm) am vierten Sonnabend im Monat um 12:20 Uhr.